# Atypophthalmus (Atypophthalmus) densifimbriatus
Atypophthalmus (Atypophthalmus) densifimbriatus is een tweevleugelige uit de familie steltmuggen (Limoniidae). De soort komt voor in het Afrotropisch gebied.